# Malabi

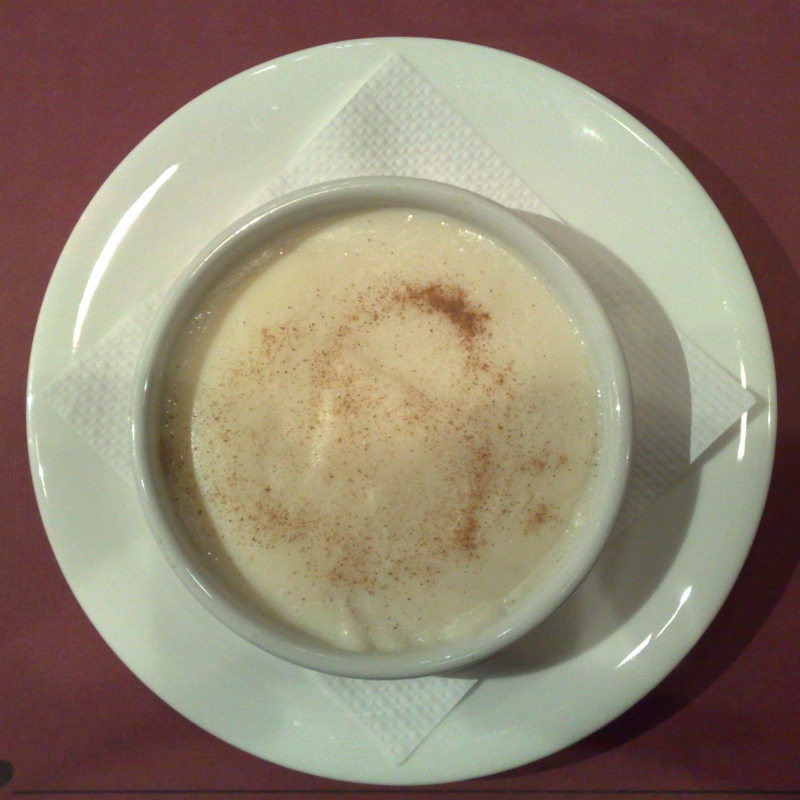

O malabi (mhalabie)  é um doce da culinária árabe que constitui-se num manjar com damascos. Também é chamado simplesmente de manjar árabe, manjar branco e manjar libanês.